# عزبة رفلة
عزبة رفلة هي إحدى العزب التابعة لقرية طماي الزهايرة التابعة لمركز السنبلاوين، محافظة الدقهلية، جمهورية مصر العربية.
عدد سكان عزبة رفلة حوالي 1200 نسمة.